# Lista osiągnięć A.C. Milan
Lista trofeów, osiągnięć i wyróżnień drużynowych oraz indywidualnych włoskiego zespołu piłkarskiego A.C. Milan.

## Sukcesy w oficjalnych rozgrywkach krajowych
| Rozgrywki         | Zwycięstwo / 1. miejsce | Finał / 2 .miejsce | Półfinał / 3. miejsce |
| ----------------- | --- | --- | --- |
| Mistrzostwo Włoch | 19: 1901, 1906, 1907, 1950/51, 1954/55, 1956/57, 1958/59, 1961/62, 1967/68, 1978/79, 1987/88, 1991/92, 1992/93, 1993/94, 1995/96, 1998/99, 2003/04, 2010/11, 2021/22 | 17: 1902, 1909/10, 1910/11, 1947/48, 1949/50, 1951/52, 1955/56, 1960/61, 1964/65, 1970/71, 1971/72, 1972/73, 1989/90, 1990/91, 2004/05, 2011/12, 2020/21 | 23: 1900, 1903, 1904, 1911/12, 1937/38, 1940/41, 1945/46, 1948/49, 1952/53, 1953/54, 1959/60, 1962/63, 1963/64, 1968/69, 1975/76, 1979/80, 1988/89, 1999/00, 2002/03, 2005/06, 2008/09, 2009/10, 2012/13 |
| Puchar Włoch      | 5: 1966/67, 1971/72, 1972/73, 1976/77, 2002/03 | 9: 1941/42, 1967/68, 1970/71, 1974/75, 1984/85, 1989/90, 1997/98, 2015/16, 2017/18                                                                       | 17: 1935/36, 1936/37, 1937/38, 1938/39, 1977/78, 1990/91, 1991/92, 1992/93, 2000/01, 2001/02, 2003/04, 2006/07, 2010/11, 2011/12, 2018/19, 2019/20, 2021/22                                              |
| Superpuchar Włoch | 7: 1988, 1992, 1993, 1994, 2004, 2011, 2016 | 5: 1996, 1999, 2003, 2018, 2022 | nie dotyczy |

## Sukcesy w oficjalnych rozgrywkach międzynarodowych
| Rozgrywki                  | Zwycięstwo / 1. miejsce                                          | Finał / 2 .miejsce                    | Półfinał / 3. miejsce |
| -------------------------- | ---------------------------------------------------------------- | ------------------------------------- | --------------------- |
| Puchar Europy              | 7: 1962/63, 1968/69, 1988/89, 1989/90, 1993/94, 2002/03, 2006/07 | 4: 1957/58, 1992/93, 1994/95, 2004/05 | 2: 1955/56, 2005/06   |
| Puchar Zdobywców Pucharów  | 2: 1967/68, 1972/73                                              | 1: 1973/74                            | 0                     |
| Puchar UEFA                | 0                                                                | 0                                     | 2: 1971/72, 2001/02   |
| Superpuchar Europy         | 5: 1989, 1990, 1994, 2003, 2007                                  | 2: 1974, 1993                         | nie dotyczy           |
| Puchar Interkontynentalny  | 3: 1969, 1989, 1990                                              | 4: 1963, 1993, 1994, 2003             | nie dotyczy           |
| Klubowe Mistrzostwa Świata | 1: 2007                                                          | 0                                     | 0                     |

## Sukcesy w rozgrywkach nieoficjalnych
Uznawane za oficjalne jedynie przez Federazione Italiana Giuoco Calcio.
| Rozgrywki           | Zwycięstwo / 1. miejsce | Finał / 2 .miejsce | Półfinał / 3. miejsce |
| ------------------- | ----------------------- | ------------------ | --------------------- |
| Medal Króla         | 3: 1900, 1901, 1902     | 0                  | 0                     |
| Puchar Federalny    | 1: 1915/16              | 0                  | 0                     |
| Puchar Łaciński     | 2: 1951, 1956           | 1: 1953            | 1: 1955               |
| Puchar Mitropa      | 1: 1981/82              | 0                  | 0                     |
| Mistrzostwo Serie B | 2: 1980/81, 1982/83     | 0                  | 0                     |

### Turnieje niższej kategorii lub innych federacji
- Mistrzostwo Włoch FNGI[4]: 5 – 1902[5], 1904, 1905, 1906, 1907
- Campionato di Seconda Categoria[6]: 1 – 1906
- Regionalny Puchar Lombardii[3]: 1 – 1916/17
- Regionalne Mistrzostwa Lombardii (Puchar Mauro)[3]: 1 – 1917/18
- Campionato De Martino[6]: 2 – 1966/67, 1968/69

## Sukcesy w zawodach towarzyskich
Krajowe
| - Trofeum „Albero di Natale”: 1 – 1901 - Coppa Forza e Coraggio: 1 – 1902 - Coppa Convegno di Novara: 1 – 1903 - Coppa San Marco di Venezia: 3 – 1903, 1905, 1908 - Puchar San Giorgio: 2 – 1904, 1905 - Puchar Lombardii: 4 – 1905, 1906, 1907, 1908 - Piłka Dapplesa: 22 – 1905 (6 razy), 1906 (4), 1907 (5), 1908 (7) - Puchar Chiasso: 3 – 1906, 1907, 1908 - Puchar Casteggio: 1 – 1907 - Medaglia Ausonia: 1 – 1907 - Puchar Lugano: 2 – 1908, 1909 - Złoty Medal Miasta Mediolan: 2 – 1908, 1909 - Coppa Bonomi: 1 – 1909 - Challenge Pro Verona: 3 – 1909, 1909/10, 1910/11 - Złoty Medal Milan F.C.: 1 – 1909 - Puchar Firpi: 1 – 1909/10 - Puchar Solcio: 3 – 1909/10, 1910/11, 1911/12 - Torneo di Brescia: 1 – 1909/10 - Coppa Esposizione di Padova: 1 – 1909/10 - Puchar Mantovy: 1 – 1909/10 - Challenge Pro Vicenza: 1 – 1910/11 - Torneo di Stresa (Coppa Omarini): 1 – 1910/11 - Puchar Lodi: 1 – 1910/11 - Coppa Gorla: 1 – 1910/11 - But Radice: 3 – 1911/12, 1914/15, 1921/22 - Coppa Lario: 2 – 1912/13, 1913/14 - Coppa Marx: 1 – 1914/15 - Torneo di Milano: 1 – 1914/15 | - Coppa Natale: 1 – 1914/15 - Puchar Gazzetty dello Sport: 1 – 1915/16 - Coppa Val d'Olona: 1 – 1916/17 - Coppa Boneschi: 1 – 1916/17 - Puchar Monzy: 1 – 1916/17 - Coppa „Giuriati”: 1 – 1918/19 - Trofeo Lombardi e Macchi: 1 – 1924/25 - Torneo del Littorio: 1 – 1926/27 - Trofeum Trzydziestolecia Milanu: 1 – 1930/31 - Coppa del Primato Cittadino: 4 – 1934/35, 1935/36, 1939/40, 1942/43 - Puchar „Casinò di San Remo”: 1 – 1934/35 - Coppa „Angelo Monti”: 1 – 1944/45 - Trofeum Miasta Mediolan: 2 – 1963, 1978 - Puchar Bolloli: 1 – 1962/63 - Puchar „Dall'Ara”: 1 – 1976/77 - Trofeum Dosseny: 2 – 1981, 2007 - Coppa „Giuseppe Meazza”: 1 – 1987/88 - Trofeo di Capodanno: 1 – 1990/91 - Memoriał Armando Picchiego: 1 – 1989 - Torneo „Amaro Lucano”: 1 – 1991/92 - Turnniej „Nereo Rocco”: 1 – 1992/93 - Coppa del Mediterraneo: 2 – 1992, 1994 - Summer Tournament Padova: 1 – 1992 - Memoriał Giorgio Ghezziego: 2 – 1993, 1994 - Trofeo San Benedetto del Tronto: 1 – 1998 - Trofeum TIM: 4 – 2001, 2006, 2008, 2014 - Trofeo Seat Pagine Gialle: 1 – 2005 |

Międzynarodowe
| - Coupe de la vie: 1 – 1931/32 - Puchar Miasta Nicei: 1 – 1933/34 - Puchar Przyjaźni: 2 – 1959, 1960 - Turniej Miasta Nowy Jork: 1 – 1968/69 - Trofeo Villa de Madrid: 3 – 1973, 1977, 1991 - Mundialito: 1 – 1987 - Trofeo Santiago Bernabeu: 2 – 1988, 1990 - Trofeum Miasta Zurich: 1 – 1991/92 - CSIL Champions Cup: 1 – 1991/92 - Columbus Cup Tournament: 1 – 1991/92 - Trofeo Luigi Berlusconi: 10 – 1992, 1993, 1994, 1996, 1997, 2002, 2005, 2006, 2007, 2008 - Nashua Cup: 1 – 1992/93 - Turniej Miasta Oviedo: 1 – 1993 | - CBC Cup: 1 – 1993/94 - Shenyang Cup: 1 – 1993/94 - Puchar Tokio: 1 – 1993/94 - Trofeo Ciutat de Barcelona: 1 – 1994 - Trofeo San Benedetto del Tronto: 1 – 1998 - Trofeo Juan Acuna: 1 – 1998 - Puchar Przyjaźni: 1 – 1998/99 - Masters PSG: 1 – 1999 - Opel Master Cup: 2 – 1997,1999 - Qatar Airway Trophy: 1 – 2002 - World Series of Football: 1 – 2004 - Trofeum Seat Pagine Gialle: 1 – 2005 - Trofeum Casinò di Lugano: 1 – 2005 - Trofeum Dubai Challenge: 1 – 2009 |

## Osiągnięcia zespołów młodzieżowych

### Oficjalne
- Młodzieżowe mistrzostwo Włoch – Primavera[27]: 1 – 1964/65
- Młodzieżowy Puchar Włoch – Primavera[27]: 1 – 1984/85
- Młodzieżowe mistrzostwo Włoch – Berretti[28]: 1 – 1971/72, 1981/82, 1982/83, 1984/85, 1989/90, 1993/94
- Młodzieżowe mistrzostwo Włoch - Allievi[29]:  – 1995/96, 2002/03, 2006/07
- Młodzieżowe mistrzostwo Włoch - Giovanissimi[28]:  – 1991/92
- Torneo di Viareggio: 8 – 1949, 1952, 1953, 1957, 1959, 1960, 1999, 2001

### Pozostałe
Krajowe:
| - Trofeo „Beppe Viola” U-16: 1 – 2004 | - Trofeo „Beppe Viola” U-17: 5 – 1985, 1986, 1988, 2000, 2002 |

Międzynarodowe:
| - Turniej Servette: 1 – 1952 - Turniej U-18 w Cannes: 2 – 1955; 1964 - Blue Stars Youth Tournament U-20: 2 – 1958, 1977 - Torneo Internazionale U-20 di Bellinzona: 2 – 1958, 1984 - Torneo Internazionale San Remo „Carlin's Boys”: 1 – 1963 | - Turniej U-19 w Croix: 3 – 1982, 1983, 1986 - Turniej U-18 w Saint-Joseph: 1 – 1986 - Trofeo Internazionale „Nereo Rocco” U-17: 2 – 1986, 1987 - Torneo Internazionale dell'Amicizia U-17: 1 – 1988 - Turniej U-19 w Naters: 1 – 2003 |

## Królowie strzelców

### Królowie strzelców Serie A
| Lp. | Sezon   | Zawodnik            | Bramki |
| 1   | 1938/39 | Aldo Boffi          | 19     |
| 2   | 1939/40 | Aldo Boffi          | 24     |
| 3   | 1941/42 | Aldo Boffi          | 22     |
| 4   | 1949/50 | Gunnar Nordahl      | 35     |
| 5   | 1950/51 | Gunnar Nordahl      | 34     |
| 6   | 1951/52 | Gunnar Nordahl      | 26     |
| 7   | 1953/54 | Gunnar Nordahl      | 23     |
| 8   | 1954/55 | Gunnar Nordahl      | 27     |
| 9   | 1961/62 | José Altafini       | 22     |
| 10  | 1967/68 | Pierino Prati       | 15     |
| 11  | 1972/73 | Gianni Rivera       | 17     |
| 12  | 1986/87 | Pietro Paolo Virdis | 17     |
| 13  | 1989/90 | Marco van Basten    | 19     |
| 14  | 1991/92 | Marco van Basten    | 25     |
| 15  | 1999/00 | Andrij Szewczenko   | 24     |
| 16  | 2003/04 | Andrij Szewczenko   | 24     |
| 17  | 2011/12 | Zlatan Ibrahimović  | 28     |

### Królowie strzelców Pucharu Europy
| Lp. | Sezon   | Zawodnik          | Bramki |
| 1   | 1962/63 | José Altafini     | 14     |
| 2   | 1988/89 | Marco van Basten  | 9      |
| 3   | 2000/01 | Andrij Szewczenko | 9      |
| 4   | 2005/06 | Andrij Szewczenko | 9      |
| 5   | 2006/07 | Kaká              | 10     |

### Królowie strzelców Serie B
| Lp. | Sezon   | Zawodnik          | Bramki |
| 1   | 1980/81 | Roberto Antonelli | 15     |

## Nagrody indywidualne

### Laureaci Złotej Piłki
| Lp. | Rok  | Zawodnik          |
| 1   | 1969 | Gianni Rivera     |
| 2   | 1987 | Ruud Gullit       |
| 3   | 1988 | Marco van Basten  |
| 4   | 1989 | Marco van Basten  |
| 5   | 1992 | Marco van Basten  |
| 6   | 1995 | George Weah       |
| 7   | 2004 | Andrij Szewczenko |
| 8   | 2007 | Kaká              |

### Pozostałe nagrody piłkarzy Milanu
- Członkowie listy FIFA 100: 26 (Włosi: Roberto Baggio, Franco Baresi, Paolo Maldini, Alessandro Nesta, Gianni Rivera, Paolo Rossi, Christian Vieri; obcokrajowcy: Hernán Crespo, Cafu, Rivaldo, Ronaldinho, Ronaldo, Brian Laudrup, Marcel Desailly, Jean-Pierre Papin, Lilian Thuram, Patrick Vieira, George Weah, Edgar Davids, Ruud Gullit, Patrick Kluivert, Frank Rijkaard, Clarence Seedorf, Marco van Basten, Rui Costa, Andrij Szewczenko)
- Piłkarz Roku FIFA: 3 (Marco van Basten – 1992; George Weah – 1995; Kaká – 2007)
- XI Roku FIFPro: 9 (Dida, Paolo Maldini, Alessandro Nesta, Cafu i Andrij Szewczenko – 2005); (Andrea Pirlo i Kaká – 2006); (Alessandro Nesta i Kaká – 2007)
- Drużyna Gwiazd FIFA: 10 (Gianni Rivera – MŚ 1970; Fulvio Collovati – MŚ 1982; (Franco Baresi, Paolo Maldini i Roberto Donadoni – MŚ 1990; Marcel Desailly i Edgar Davids – MŚ 1998; Rivaldo – MŚ 2002; Andrea Pirlo i Gennaro Gattuso – MŚ 2006)
- Brązowa Piłka FIFA: 1 (Andrea Pirlo – MŚ 2006)
- Złota Piłka dla najlepszego gracza Klubowych Mistrzostw Świata: 1 (Kaká – 2007)
- Puchar Toyoty: 2 (Alberigo Evani – 1989; Frank Rijkaard – 1990)
- Piłkarz roku UEFA: 3 (najlepszy piłkarz roku: Kaká – 2007; pomocnik: Kaká – 2005; napastnik: Kaká – 2007)
- Golden Foot[38]: 3 (Gianni Rivera, George Weah, Andrij Szewczenko)
- Piłkarski Oscar[39]: 11 (najlepszy gracz: Kaká – 2004 i 2007; bramkarz: Dida – 2004; obrońca: Alessandro Nesta – 2003 i Paolo Maldini – 2004; obcokrajowiec: Andrij Szewczenko – 2000, Kaká – 2004, 2006 i 2007; trener: Alberto Zaccheroni – 1999 i Carlo Ancelotti – 2004)
- Trofeo Bravo: 2 (Paolo Maldini – 1989; Christian Panucci – 1994)
- Nagroda Gaetano Scirei: 1 (Filippo Inzaghi – 2006/07)
- Guldbollen[40]: 1 (Gunnar Nordahl – 1947)
- Nagroda Seminatore d’Oro: 2 (Nereo Rocco – 1962/63; Arrigo Sacchi – 1988/89)

## Inne nagrody
- Medaglia del Titolo Nazionale[41]: 3 – 1901, 1906, 1907
- Puchar Fawcusa[41]: 3 – 1901, 1906, 1907
- Corona di Quercia[42]: 1 – 1902
- Coppa d'Onore[42]: 2 – 1904, 1905
- Coppa d’Argento del Cav. Orefice[42]: 2 – 1906, 1907
- Coppa Circolanti della Federazione Italiana di Ginnastica[42]: 2 – 1906, 1907
- Puchar Spensleya: 1 – 1908
- Coppa Disciplina[43]: 2 – 1950/51, 1954/55

### Wyróżnienia i odznaczenia
- Złoty Kołnierz Włoskiego Komitetu Olimpijskiego za Osiągnięcia Sportowe - 2008
- Honorowa Odznaka UEFA – 2001
- Złota Gwiazda za Osiągnięcia Sportowe[44]: 1 (1978/79)
- Nagroda Fair Play UEFA: 1 – 2007

### Rankingi
- Drużyna roku World Soccer: 3 (1989, 1994, 2003)
- Zwycięzca rankingu UEFA: 2 (2005/06, 2006/07)
- Zwycięzca rankingu IFFHS: 2 (1995, 2003)
- Drużyna Miesiąca IFFHS: 2 (październik 2004, maj 2005)
- Lider miesięcznego rankingu IFFHS: 37 (styczeń 1991 – luty 1991, styczeń 1993 – październik 1993, styczeń 1994 – październik 1994, listopad 1995 – marzec 1996, maj 2003 – październik 2003, grudzień 2003 – styczeń 2004, marzec 2004 – kwiecień 2004)
- 9. miejsce w plebiscycie czytelników FIFA Magazine w rankingu najlepszych klubów piłkarskich XX wieku
- Najlepsza drużyna klubowa wszech czasów i czwarta z uwzględnieniem reprezentacji narodowych w rankingu World Soccer – Milan 1989/90